# Глишович, Желимир
Желимир Глишович (серб. Желимир Глишовић, родился 17 декабря 1965 года в Нови-Пазаре) — генерал-полковник Вооружённых сил Сербии, заместитель начальника Генерального штаба Вооружённых сил Сербии с 6 июля 2023 года по 13 ноября 2024 года. Ранее — командир 3-й бригады Сухопутных войск Сербии и начальник Оперативного управления (J-3) Генерального штаба Вооружённых сил Сербии.

## Биография
Родился 17 декабря 1965 года в Нови-Пазаре. Окончил в 1984 году школу управления, в 1988 году — Военную академию ЮНА (факультет бронетанковых и механизированных частей). В 1998 году окончил командно-штабные курсы повышения квалификации, в 2005 году — курсы повышения квалификации в Генеральном штабе, в 2016 году — Высшие курсы безопасности и обороны.
В рядах югославской и сербской армий с 1988 года. За время службы в Югославской народной армии, Вооружённых силах Союзной Республики Югославии, Вооружённых силах Сербии и Черногории и Вооружённых силах Сербии занимал следующие должности:
- командир взвода
- командир танковой роты
- заместитель командира танкового батальона, помощник командира по моральной подготовке
- командир танкового батальона
- командир механизированного батальона
- начальник штаба моторизованной бригады
- командир моторизованной бригады
- начальник отдела по оперативным делам и боевым действиям при командовании Сухопутных войск
- начальник отделения по оперативным делам при командовании Сухопутных войск
- заместитель командира 3-й бригады Сухопутных войск
- командир 3-й бригады Сухопутных войск[1] (в 2013 и 2014 годах[3][4][5]; имел звание бригадного генерала)[6]
- заместитель командира Сухопутных войск[1] (с 26 декабря 2014 года)[7][5]
- начальник Управления оперативных дел (J-3) Генерального штаба
- начальник Оперативного управления (J-3) Генерального штаба[1]

6 июля 2023 года назначен на должность заместителя начальника Генерального штаба Вооружённых сил Сербии.
24 марта 2024 года возложил венок к мемориальной доске в честь капрала Бобана Недельковича в казарме «Ратко Павлович Чичко» в Прокупле.
13 ноября 2024 года было объявлено о том, что заместителем начальника Генерального штаба станет Тиосав Янкович.

## Награды
Отмечен следующими орденами и медалями:
- Орден «За заслуги в области обороны и безопасности» I степени (2000)
- Орден «За заслуги в области обороны и безопасности» II степени (2002)
- Орден Белого орла с мечами III степени (2016)
- Медаль «50 лет Югославской народной армии» (1991)
- Медаль за 10 лет усердной службы в области обороны и безопасности (1997)
- Медаль «За заслуги в области обороны и безопасности»[серб.] (1999)
- Офицерская медаль «За выдающиеся достижения на военной службе» (2012 и 2019)
- Памятная медаль участника Военного парада «Белград-2014» (2015)
- Медаль участника боевых действий на территории СФРЮ (2015)
- Медаль участника боевых действий на территории СРЮ (2015)
- Юбилейная медаль Вооружённых сил Сербии[серб.] (2015)
- Медаль участника боевых действий на территории Республики Сербия (2016)
- Памятная медаль «За усердную службу в течение 30 лет» (2019)
- Памятная медаль 20-летия защиты Отечества от агрессии НАТО[серб.] (2019)
- Медаль участника объединённых тактических учений «Удар молнии» (2021)
- Серебряная медаль «За усердную службу»[серб.] (2022)

## Воинские звания
| Подпоручик | Поручик | Капитан | Капитан 1-го класса | Майор | Подполковник | Полковник | Бригадный генерал | Генерал-майор | Генерал-подполковник |
| ---------- | ------- | ------- | ------------------- | ----- | ------------ | --------- | ----------------- | ------------- | -------------------- |
|            |         |         |                     |       |              |           |                   |               |                      |
| 1988       | 1989    | 1993    | 1996                | 1999  | 2001         | 2005      | 2012              | 2015          | 2021                 |